# Kurt Salterberg
Kurt Salterberg (Pracht, 8 gennaio 1923 – Pracht, 27 novembre 2023) è stato un militare tedesco appartenente alla Wehrmacht, assegnato alla guardia militare della Tana del Lupo nel 1943.
Era l'ultimo testimone oculare vivente del complotto del 20 luglio 1944 per commettere un colpo di stato e uccidere Adolf Hitler. Nel 2016, è stato relatore presso il cimitero militare tedesco di Bad Bodendorf, ad Ahrweiler.

## Biografia
Kurt Salterberg nacque a Pracht, nello stato tedesco della Renania-Palatinato. Frequentò una scuola commerciale ed entrò nel servizio militare all'età di 17 anni.
Alla fine del 1943, era di stanza come uno dei soldati della guardia militare della Tana del Lupo. Questo era un Führerhauptquartiere (quartier generale), dove Hitler rimase per più di ottocento giorni, durante il periodo dal 23 giugno 1941 al 20 novembre 1944. Il 20 luglio 1944, lasciò passare Claus Schenk von Stauffenberg al suo posto di guardia. Stauffenberg sfuggì al suo solito controllo perché non aveva l'autorità di controllare la sua valigetta. La ragione di ciò era che era stato incaricato di non effettuare controlli sul personale che era in compagnia di Keitel o Hitler.
Alla fine della guerra, fu gravemente ferito e trascorse mesi in un ospedale militare. Dopo la seconda guerra mondiale, lavorò in una banca di credito cooperativo.

## Premio
Per la sua pluriennale dedizione alla conservazione del patrimonio storico della residenza Pracht, ha ricevuto una medaglia d'onore dallo stato tedesco della Renania-Palatinato nel 2015.

## Particolarità
Nel febbraio 2022, due storici dilettanti di Scherpenzeel hanno annunciato, tramite la piattaforma Instagram, che lo avrebbero visitato diverse volte. Nonostante i tentativi dei media di uscire su questo, si sono astenuti dal commentare per motivi di privacy.
Il 7 gennaio 2023, è stato annunciato che ha festeggiato il suo centesimo compleanno in salute nell'abbazia di Deutz, in occasione di una stretta cerchia familiare. Ha accettato i festeggiamenti organizzati della sua città natale grazie alla salute ragionevolmente buona. Morì più tardi quell'anno.